# قائمة قلاع إنجلترا

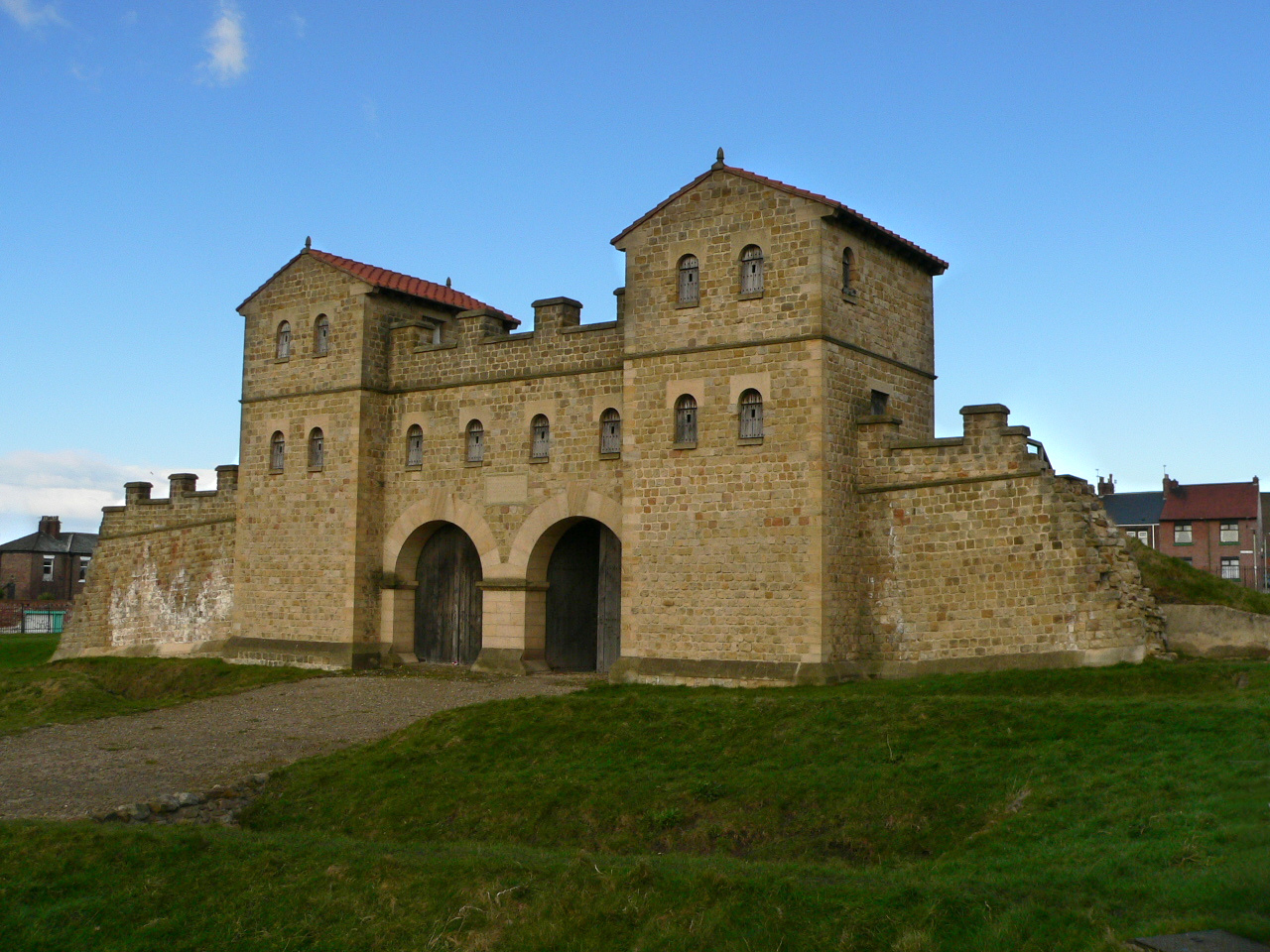
قلعة عربية الرومانية

القَلْعَة هو حصن منيع يشيَّد في موقع يصعب الوصول إليه، وغالبًا ما يكون على قمة جبل أو مشرفًا على بحر، وقد وجد بعضها مشيداً على أرض منبسطة.

## قائمة قلاع إنجلترا
تحتوي هذه القائمة على أسماء القلاع في إنجلترا.
- قصر بكنغهام
- قصر هامبتون كورت
- قلعة عربية الرومانية
- قلعة كامبريدج
- لونغ ليت

- منزل شاتسورث
- قلعة رستورمل
- قلعة دروغو
- قلعة بوديام

- قلعة ستوكيساي
- قلعة لودلو
- قلعة مورتون كوربيت

- اتون (كامبريدجشير)

- بورول (كامبريدجشير)

- قلعة دوفر
- قلعة ليدز
- قلعة هيفر
- قلعة دورهام
- قلعة دونستانبيرغ
- قلعة وينشستر
- قلعة ورك
- ساروم القديمة

- قلعة ملجريف
- قلعة ميدلهام

- قلعة بونتيفراكت
- قلعة ساندال

- البرج الأبيض

- برج لندن